# Saunières
Saunières ist eine französische Gemeinde mit 83 Einwohnern (Stand: 1. Januar 2022) im Département Saône-et-Loire in der Region Bourgogne-Franche-Comté (vor 2016 Bourgogne). Sie gehört zum Arrondissement Chalon-sur-Saône und zum Kanton Gergy.

## Geografie
Saunières liegt etwa 25 Kilometer nordöstlich von Chalon-sur-Saône zwischen Saône und Doubs. Umgeben wird Saunières von den Nachbargemeinden Charnay-lès-Chalon im Norden, Pontoux im Osten und Nordosten, Sermesse im Osten und Südosten, Verdun-Ciel im Süden, Les Bordes im Südwesten sowie Bragny-sur-Saône im Westen.

## Bevölkerungsentwicklung
| Jahr                       | 1962 | 1968 | 1975 | 1982 | 1990 | 1999 | 2006 | 2011 | 2018 |
| Einwohner                  | 150  | 137  | 110  | 126  | 105  | 93   | 76   | 88   | 80   |
| Quellen: Cassini und INSEE |      |      |      |      |      |      |      |      |      |

## Sehenswürdigkeiten

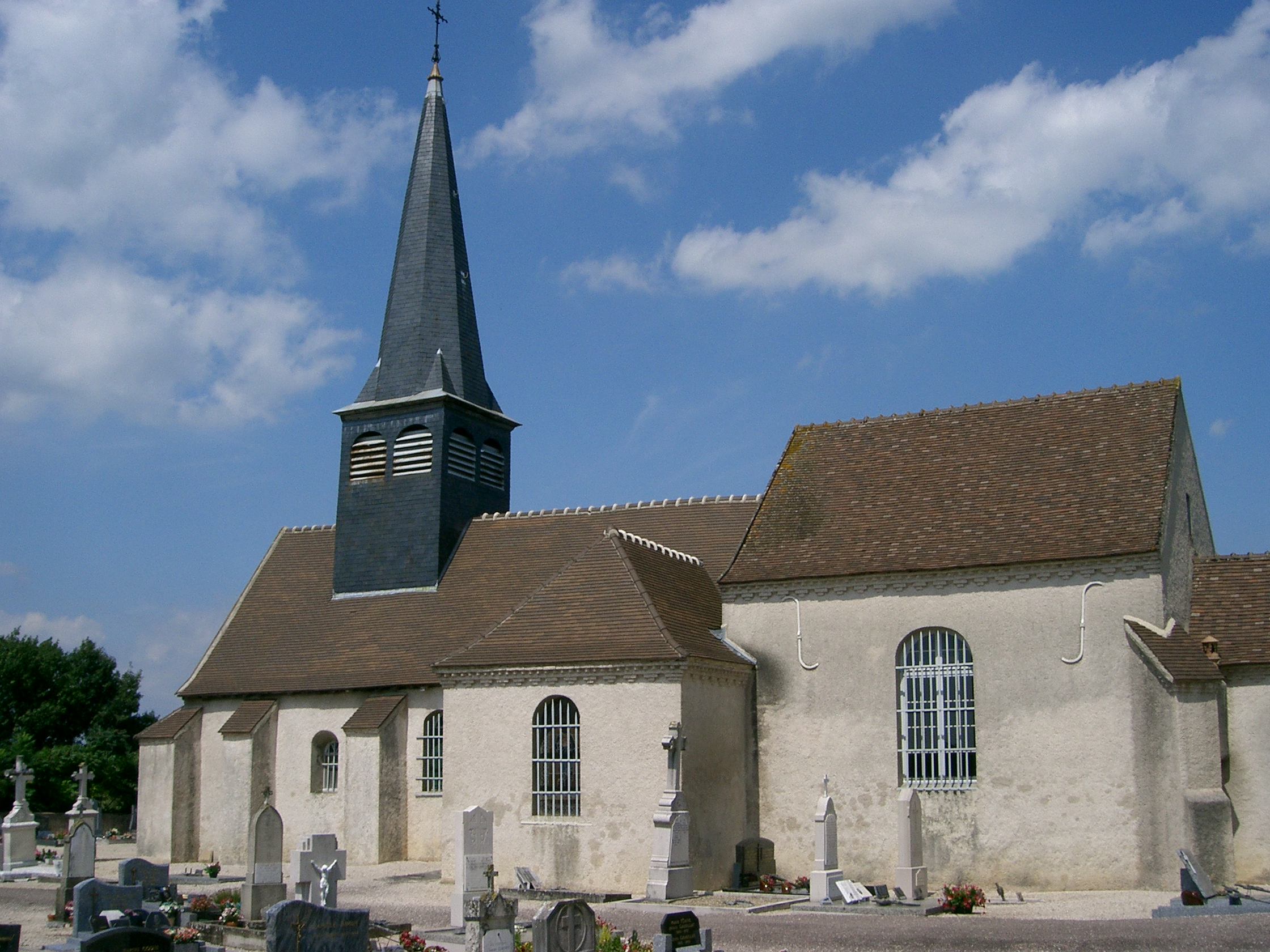
Kirche Notre-Dame-de-l’Assomption

- Kirche Notre-Dame-de-l’Assomption

## Persönlichkeiten
- Michel Bon (1944–1969), Radrennfahrer